# Henry Chanteux
Henry Chanteux, né le 14 février 1904 à Caen et mort le 9 avril 1995 à Laval, est un archiviste et historien français.

## Biographie
Élève de l'École nationale des chartes, il y obtient le diplôme d'archiviste-paléographe en 1932 grâce à une thèse sur les actes d'Henri Ier Beauclerc, duc de Normandie. Il est alors nommé archiviste départemental de la Mayenne, où il fera toute sa carrière. Il est nommé vice-président du comité départemental d'inventaire de la Mayenne en 1981.
Il est connu pour la compilation qu'il a réalisée de différentes chartes en relation avec l'abbaye du Mont-Saint-Michel.